# F/X2
F/X2 (ook bekend onder de titel: F/X2: The Deadly Art of Illusion) is een Amerikaanse actie-thriller uit 1991, geregisseerd door Richard Franklin en is een sequel op de film F/X uit 1986.

## Verhaal
Er wordt weer een beroep gedaan op de special effects specialist Roland 'Rollie' Tyler om een seriemoordenaar in de val te lokken. De operatie gaat fout en een agent wordt gedood. Tyler is als enige getuige en komt erachter dat hij weer in een duister zaakje is beland. Tyler vermoedt wederom corruptie binnen de politie en roept weer de hulp in van vriend de oud-rechercheur Leo McCarthy. In de film treedt een cobotclown op die mensen kan imiteren.

## Rolverdeling
| Acteur            | Personage             |
| ----------------- | --------------------- |
| Bryan Brown       | Roland 'Rollie' Tyler |
| Brian Dennehy     | Leo McCarthy          |
| Rachel Ticotin    | Kim Brandon           |
| Joanna Gleason    | Liz Kennedy           |
| Philip Bosco      | Ray Silak             |
| Kevin J. O'Connor | Matt Neely            |
| Tom Mason         | Mike Brandon          |
| Dominic Zamprogna | Chris Brandon         |
| James Stacy       | Cyborg                |